# Landherrnamt

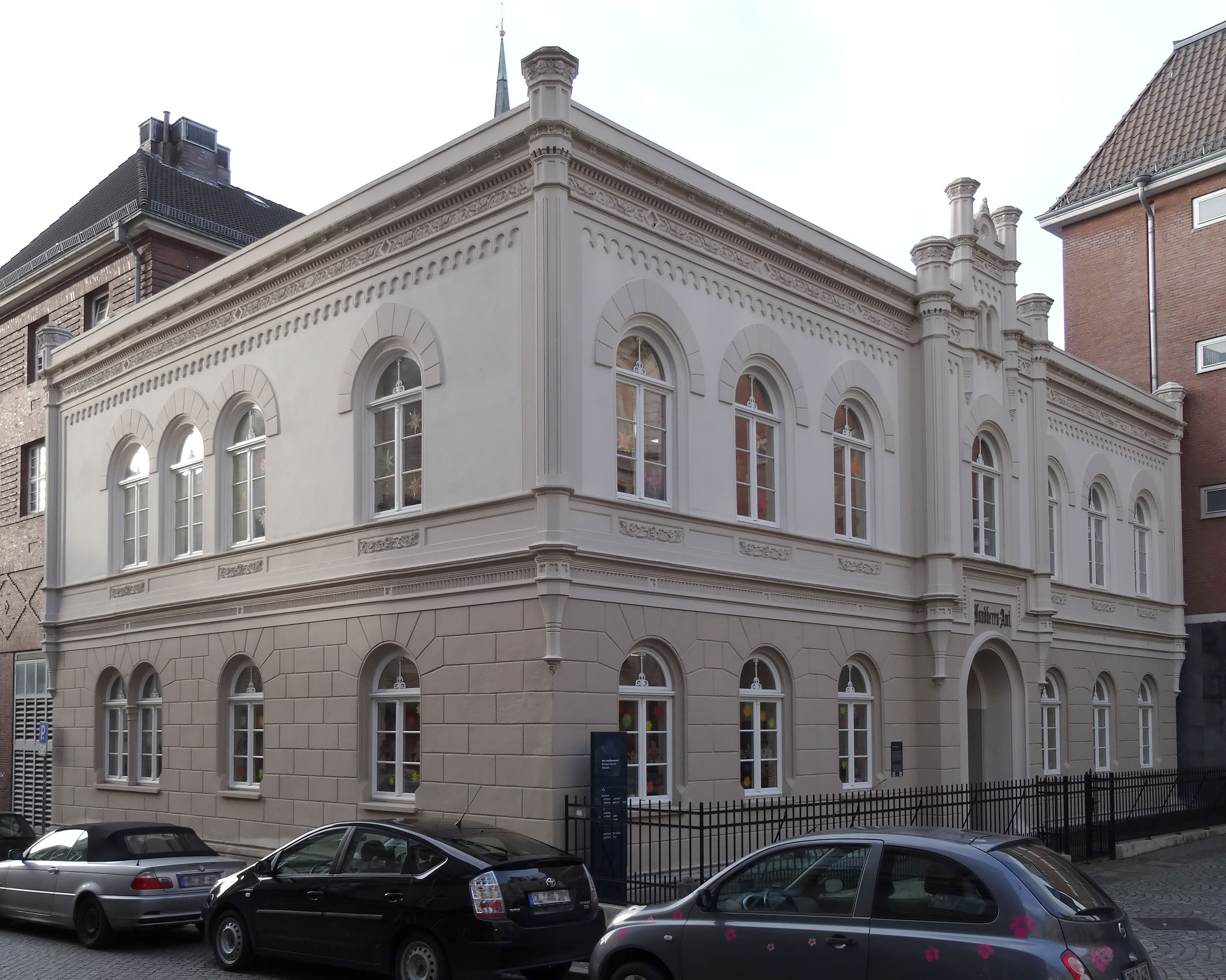
Landherrn-Amt (2014)

Das Landherrnamt war eine Behörde der bremischen Kommunalverwaltung von Mitte des 19. Jahrhunderts bis 1945. Der ehemalige Dienstsitz, das Haus Landherrn-Amt, das im Schnoorviertel im Ortsteil Altstadt des Bremer Stadtteils Mitte gelegen ist, wird heute von der St.-Johannis-Schule genutzt. 
Das Gebäude steht seit 1973 unter Bremer Denkmalschutz.

## Landherren
Zur Verwaltung des bremischen Landgebiets links und rechts der Weser wurden am 15. Juni 1817 zwei Landherren aus dem Senat eingesetzt, denen die Polizei- und Verwaltungsangelegenheiten sowie das Deichwesen unterstanden. Sie traten an die Stelle der Gohgräfen der alten Gohverfassung, hatten aber nicht die niedere und hohe Gerichtsbarkeit, die fortan in der Hand des Senats lag. Erhalten blieben zunächst die Bauernschaften mit ihren Geschworenen, deren Aufgaben 1879 durch Gemeindeversammlungen, Gemeindeausschüsse und Gemeindevertreter wahrgenommen wurden. Seit 1874 gab es nur noch einen Landherren mit Vorsitz im 1879 geschaffenen Kreistag. 1926 wurde das bremische Landgebiet in Landkreis Bremen umbenannt. Endgültig erlosch das Amt des Landherren 1945 mit der Auflösung des Landkreises Bremen.

## Landkreis Bremen
Im Landkreis Bremen wurden die ländlichen Gemeinden des Landes Bremen verwaltet, die nicht zur Stadtgemeinde gehörten. 1926 gehörten 14 Gemeinden zum Landkreis Bremen:
- Arsten
- Blockland
- Borgfeld
- Büren
- Grambkermoor
- Habenhausen
- Huchting
- Lankenau
- Lehesterdeich
- Lesumbrok
- Oberneuland-Rockwinkel
- Osterholz
- Seehausen
- Strom

Am 1. April 1938 wurde die bis dahin nicht zum Landkreis gehörende Stadt Vegesack in den Landkreis eingegliedert. Am 1. November 1939 wurden Vegesack, Büren, Grambkermoor und Lesumbrok in die Stadt Bremen eingemeindet. Die übrigen Gemeinden wurden am 1. Dezember 1945 eingemeindet; gleichzeitig wurde der Landkreis aufgelöst.

## Dienstsitz und Gebäude
Das Gebäude Landherrn-Amt in der Dechanatstraße/Ecke Am Landherrnamt im Schnoorviertel wurde 1856/57 nach Plänen des Baudirektors Alexander Schröder erbaut. Der im Rundbogenstil klassizistisch gehaltene Baukörper mit prägnantem Portalrisalit wurde Sitz der Behörde und blieb es bis zu deren Wegfall 1945. Danach wurden hier die Hauptfürsorgestelle für Schwerbeschädigte und die Verwaltung des bremischen Deichverbandes untergebracht, später wurden Wohnungen eingerichtet. Seit dem 20. Februar 1964 gehört das Haus der katholischen Gemeinde St. Johann, die es als Entschädigung für einen abgerissenen Gebäudeteil in der Dechanatstraße erhielt. Zunächst war es Schwesternhaus, ab 1980 wurde es von der katholischen Privatschule St.-Johannis-Schule genutzt.
Vor dem Gebäude steht seit 1982 das Mahnmal für die Opfer der Novemberpogrome 1938.

## Galerie

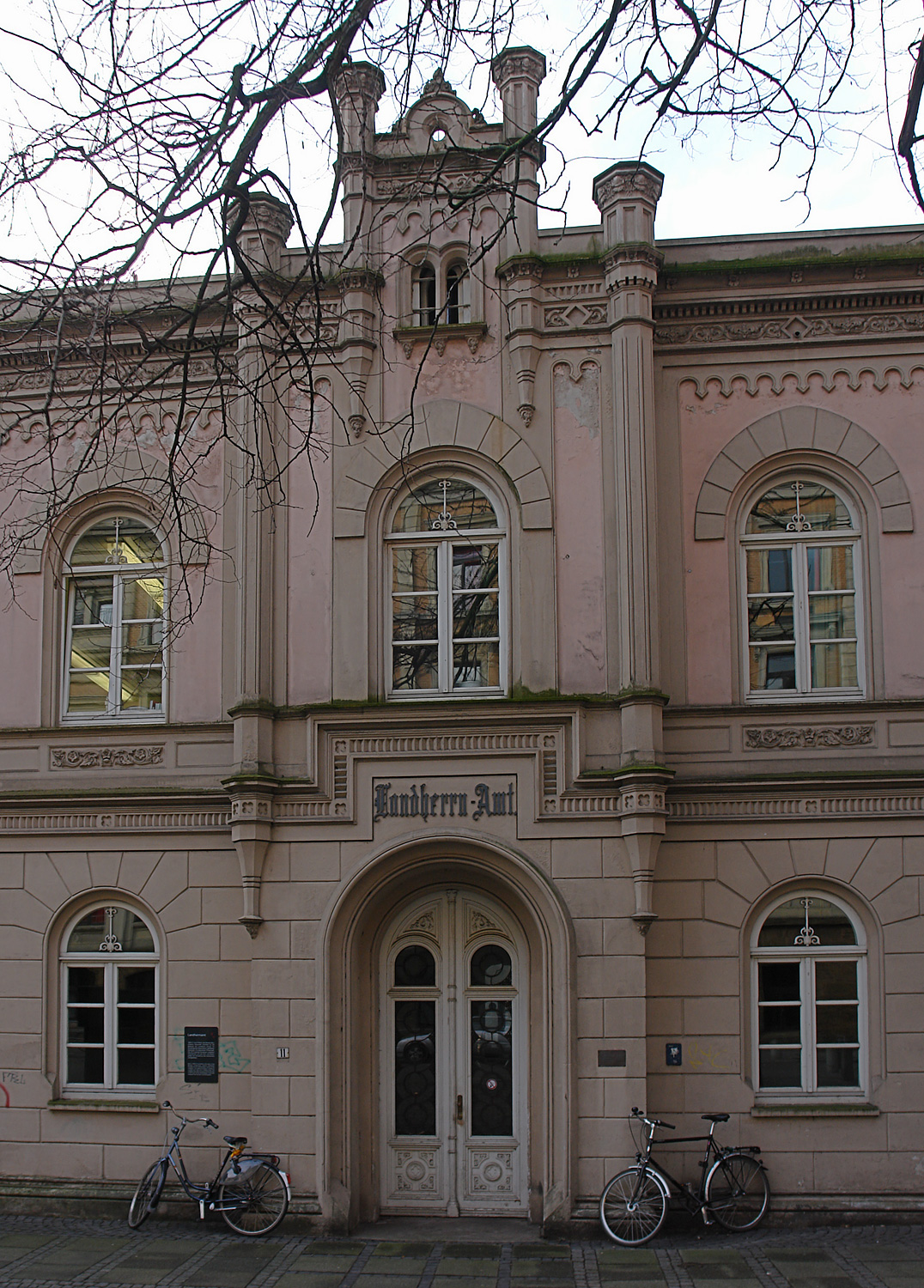
Portal des Hauses Landherrn-Amt, mit Inschrift „Landherrn-Amt“ über dem Eingang
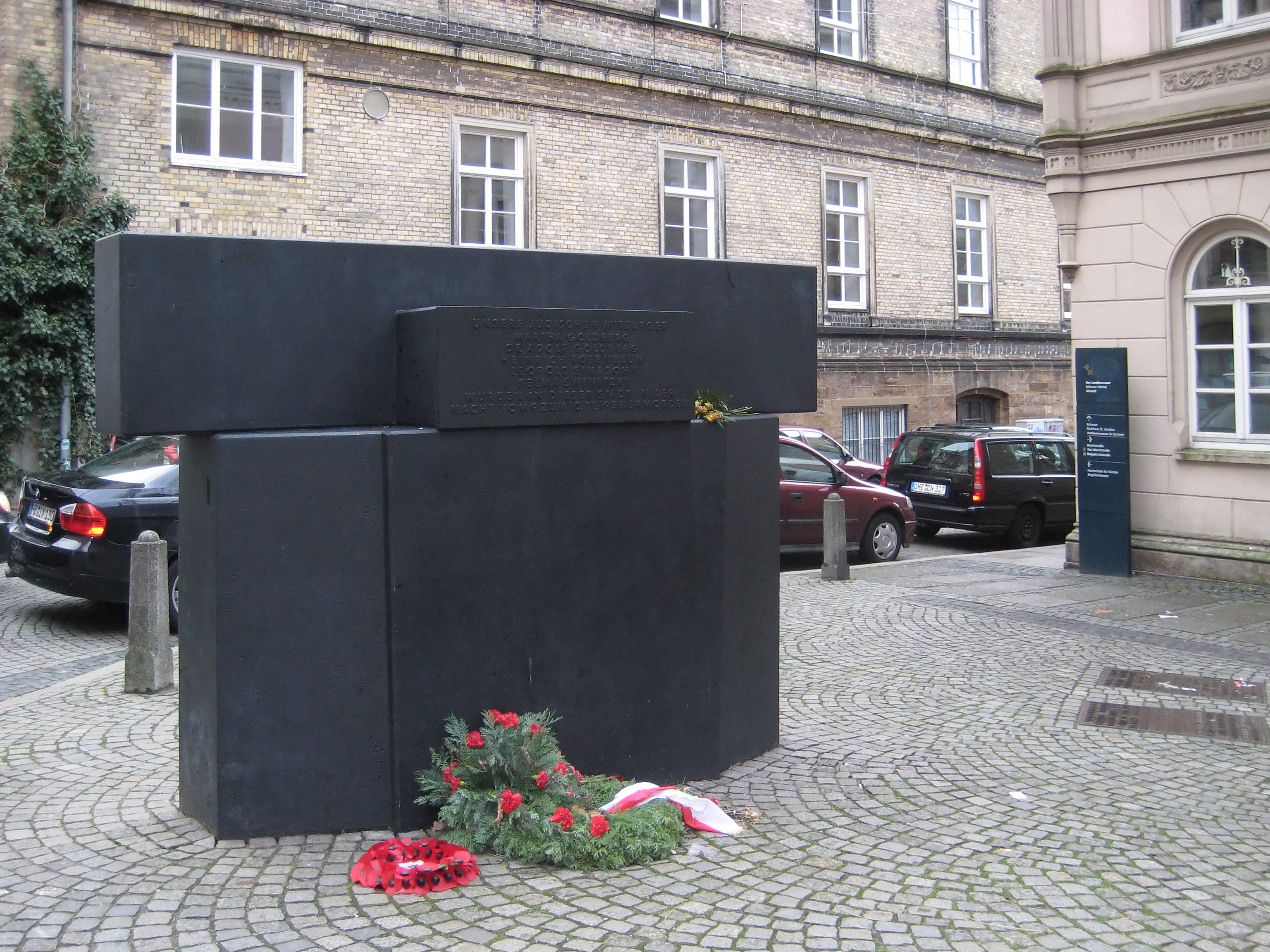
Mahnmal für die Opfer der „Reichskristallnacht“, vor dem Haus Landherrn-Amt (Gebäude rechts)
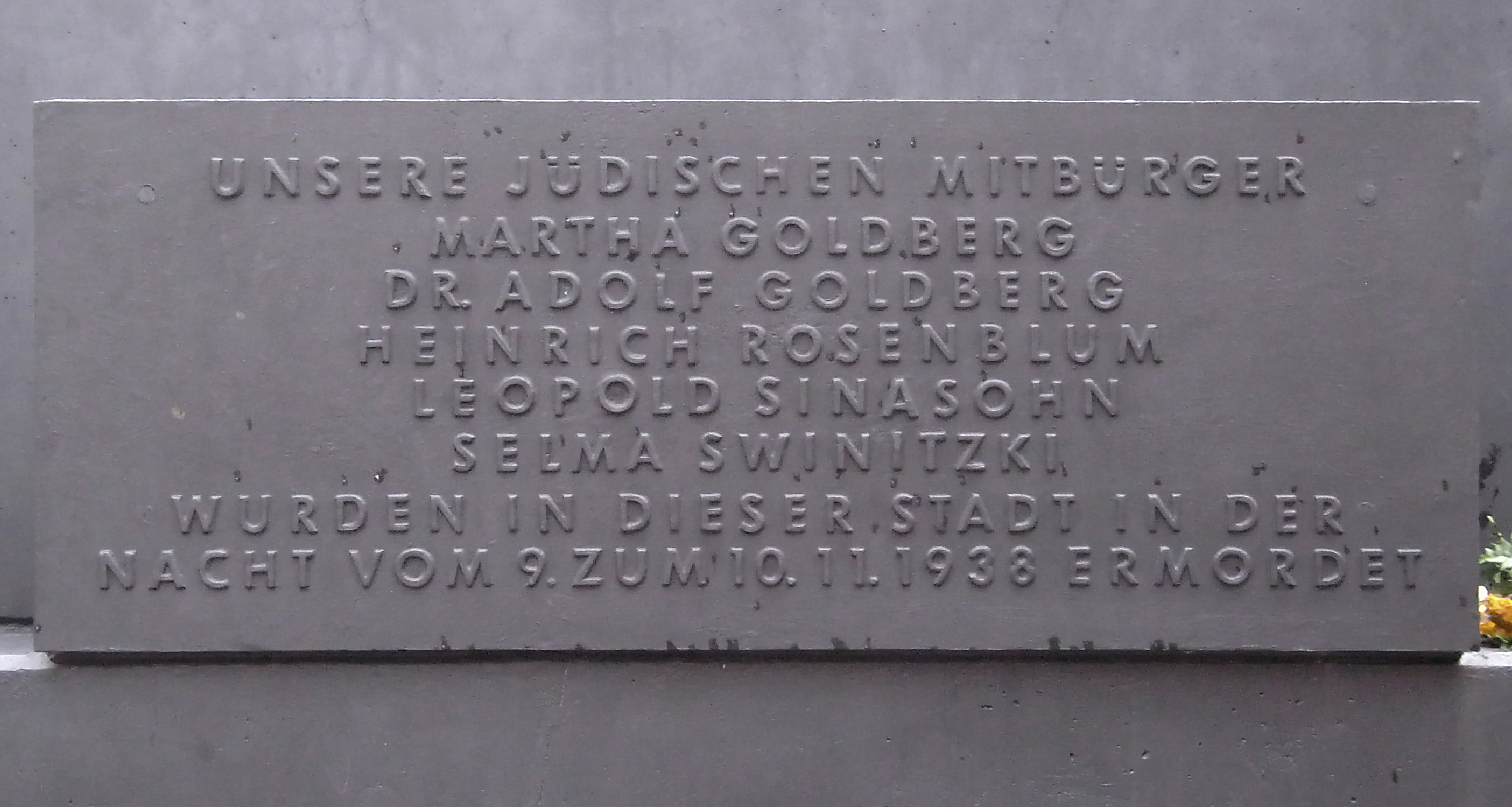
Schrifttafel an dem Mahnmal für die Opfer der „Reichskristallnacht“